# Rübenschwanz-Viperngecko
Der Rübenschwanz-Viperngecko (Hemidactylus imbricatus, Syn.: Teratolepis fasciata) ist eine Geckoart, deren Verbreitungsgebiet von der östlichen Grenze des Iranischen Hochlandes bis zum westlichen Teil der Wüste Thar und zum Delta des Indus reicht. Er kommt dort in Halbwüsten und Wüsten vor.

## Merkmale

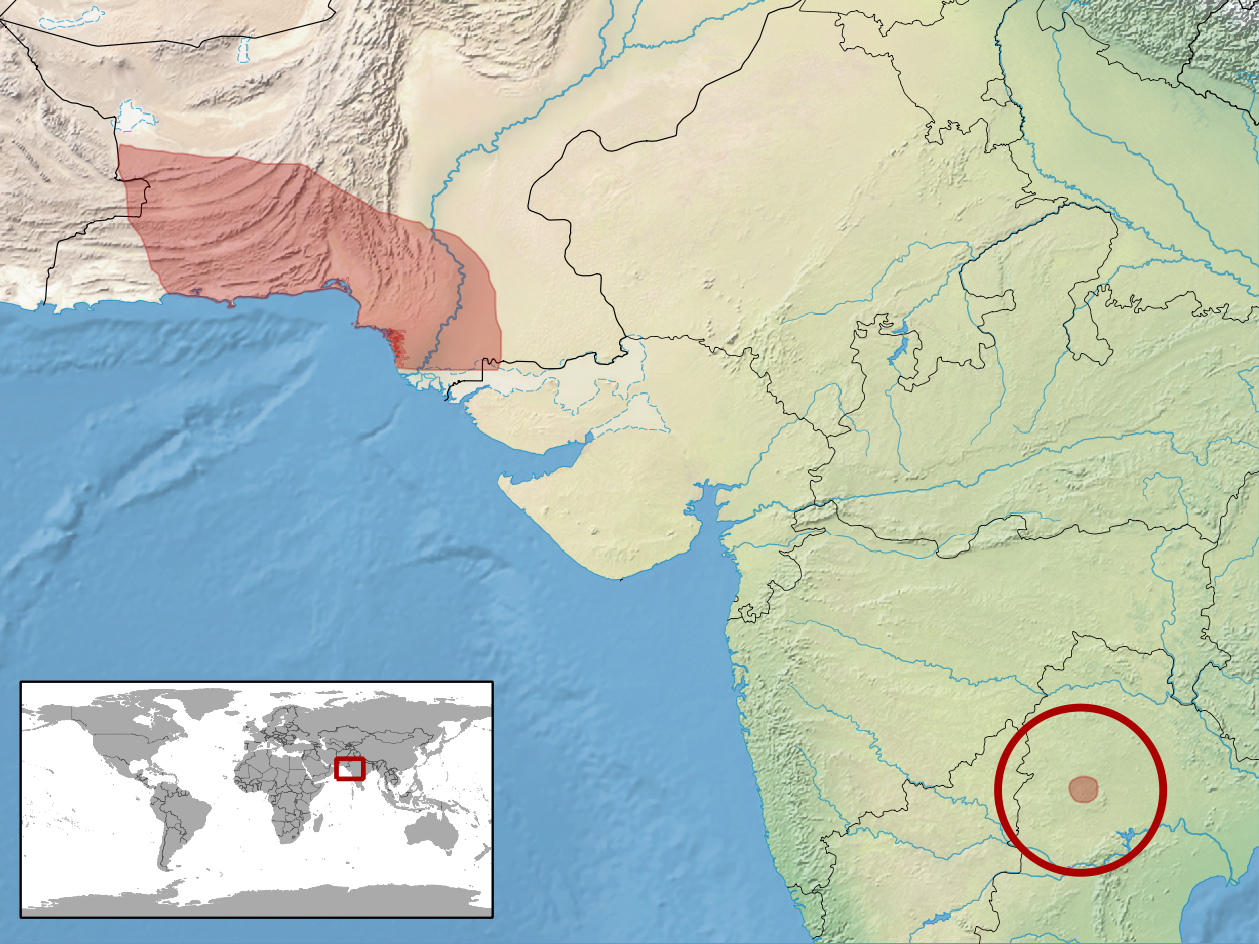
Verbreitungsgebiet nach IUCN

Die Geckos erreichen eine maximale Länge von knapp 10,5 Zentimeter. Männchen bleiben etwas kleiner. Ihre Grundfarbe ist braun oder grau, auf dem Rücken zeigt sich ein dunkelbraunes Muster. Namensgebend für die Tiere ist der als Fettreservoir dienende Schwanz, dessen Umfang größer sein kann als der des Kopfes oder des Rumpfes. Der Schwanz ist kürzer als die Kopf-Rumpf-Länge. Die Schuppen auf dem Kopf sind gewölbt und rundlich. Die Haut ist samtig und dick. Männchen sind an den deutlich sichtbaren Hemipenistaschen von den Weibchen zu unterscheiden.

## Lebensweise
Der Lebensraum des Rübenschwanz-Viperngecko ist von sandigem Boden, wenig Vegetation und starken Temperaturschwankungen zwischen Tag und Nacht geprägt. Die Tiere gelten zwar als bodenbewohnend, jedoch können auch kurze Kletterpartien, beispielsweise um einen höhergelegenen Sonnenplatz zu erreichen, beobachtet werden.
Von Februar bis Juni pflanzen sich die Tiere fort. Beide Geschlechter stoßen Werberufe aus, die aus vier Glucksern bestehen und mit einem Trillern beendet werden. Weibchen rufen etwas leiser. Vor der Paarung umkreist das Männchen das Weibchen und beleckt es. Die Weibchen legen zwei fast runde Eier mit einem Durchmesser von 9 bis 10 Millimeter. Die Jungen schlüpfen bei einer Temperatur von 25 °C bis 27 °C nach 60 bis 65 Tagen. Sie sind dann ca. 34 Millimeter lang.